# في حالة الطوارئ

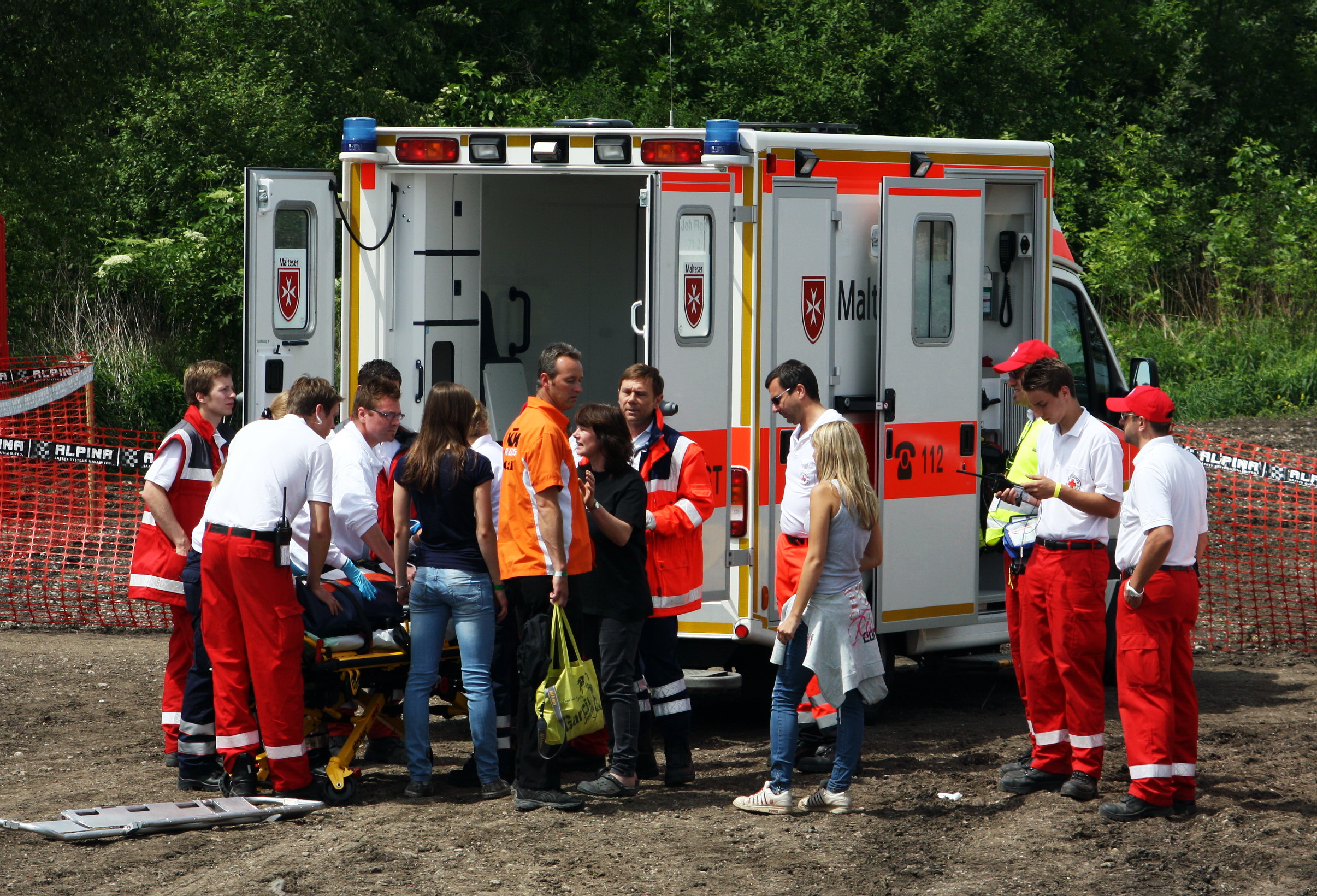

(في حالة الطوارئ (ICE)) هو برنامج يتيح لأول المستجيبين، مثل رجال الإسعاف ورجال الإطفاء وضباط الشرطة وموظفي المستشفى، إمكانية الاتصال بأقرب الأقارب لصاحب الهاتف المحمول للحصول على المعلومات الطبية المهمة أو الداعمة (يجب أن يكون الهاتف مفتوحًا ويعمل). يجب أن يكون إدخال (أو إدخالات) الهاتف مكملاً أو متممًا للمعلومات أو المؤشرات المكتوبة (مثل المحفظة أو السوار أو القلادة). لقد تم ابتكار هذا البرنامج في منتصف الألفية الثانية وقام بالترويج له رجل الإسعاف البريطاني بوب بروتشي (Bob Brotchie) في مايو 2005م.، ويشجع هذا البرنامج الناس على إدخال أرقام الاتصال بالطوارئ على دفتر العناوين بهواتفهم المحمولة تحت اسم «في حالة الطوارئ» وبدلاً من ذلك، يمكن للشخص إدراج العديد من أرقام الطوارئ مثل في حالة الطوارئ 1 وفي حالة الطوارئ 2 وما إلى ذلك. وانتشرت شعبية البرنامج في جميع أنحاء أوروبا وأستراليا وقد بدأت في النمو في أمريكا الشمالية.

## نظرة عامة
بعد البحث الذي أجرته شركة فودافون والذي أظهر أن هناك نسبة أقل من 25٪ من الناس يحملون أي تفاصيل عمن يمكن الاتصال بهم في حالة وقوع الحوادث الخطيرة، حيث شجعت هذه الحملة الناس على القيام بذلك بدءًا من مايو 2005م على يد بوب بروتشي من خدمة الإسعاف في شرق إنجلترا في المملكة المتحدة. وتم تنفيذ هذه الفكرة منذ حدوث تفجيرات لندن في 7 يوليو 2005.
وقال بروتشي، عندما تمت استضافته على برنامج توداي على إذاعة بي بي سي راديو 4 في 12 من يوليو 2005م:
| في حالة الطوارئ | "لقد فكرت مليًا في بعض الحوادث التي شاهدتها، حيث لم يكن الأفراد قادرين على التحدث معي نتيجة تأثرهم بإصاباتهم أو أمراضهم، ولم نكن نحن قادرين على معرفة هويتهم. ومن ثم اكتشفت، بوضوح، أن الكثير من الناس يحملون هواتف محمولة حيث كنا نستخدمها للكشف عن هويتهم. وفكرت في ذلك، فإذا كان لدينا نهج موحد في البحث داخل الهاتف المحمول عن الاتصال بالطوارئ فمن الممكن أن يكون ذلك أسهل على الجميع." | في حالة الطوارئ |

وحث بروتشي أصحاب مصانع الهاتف المحمول على دعم هذه الحملة عن طريق إضافة عنوان «في حالة الطوارئ» على قائمة رقم الهاتف في جميع الهواتف المحمولة الجديدة.
فمن خلال هذه المعلومات الإضافية والمعلومات الطبية، يُمكن لأول المستجيبين الوصول لهذه المعلومات من هاتف المُصاب في حالة الطوارئ. وفي حالة الصدمات، فمن الأهمية بمكان أن تحصل على هذه المعلومات خلال الساعة الذهبية، التي يمكن أن تُزيد من فرص البقاء على قيد الحياة.
في قارة أوروبا، تم انتقاد مفهوم في حالة الطوارئ نتيجة لبعض الأسباب:
- فعادة لا يكون لدى أفراد الخدمة الطبية في موقع الحدث الوقت الكافي للاتصال بأقارب المُصاب. وبذلك، تكون المعلومات المخزنة في الهاتف عديمة الجدوى للحصول على الرعاية الطبية قبل دخول المستشفى.
- يُعد الاتصال بأقارب الشخص المُصاب بجروح خطيرة، مهمة حساسة لا تتم عن طريق الهاتف من الأساس.

لذك يُنصح بأن يحمل أحد الأشخاص معلومات الاتصال والمعلومات الطبية ذات الصلة مكتوبة في ورقة داخل محفظته ولا يعتمد على طرق الاتصال «في حالة الطوارئ» كوسائل اتصال أساسية للتحقق من الهوية.
لقد خصصت الكثير من طرز الهواتف الذكية وظيفة معلومات جهة الاتصال «في حالة الطوارئ» سواء كانت تلك الوظيفة مدمجة في نظام التشغيل أو متاحة كتطبيقات. وربما يتسبب حفظ أرقام الهواتف بصورة مُكررة على الهاتف دون استخدام تطبيق «في حالة الطوارئ» المخصص في الجمع بين «في حالة الطوارئ» والاتصالات العادية أو قد يؤدي إلى فشل ذِكر هوية المتصل للمكالمات الواردة من صديق مُقرب أو قريب.
قد تكون معلومات «في حالة الطوارئ» مكتوبة برموز في ملصقات مع بطاقات الهاتف (رمز الاستجابة السريع والاتصال قريب المدى) على الجزء الخلفي للهاتف. 

## قفل الهواتف
لأغراض الأمان، يقوم العديد من أصحاب الهواتف المحمولة بقفل هواتفهم المحمولة، مما يتطلب الأمر إدخال رمز مرور للدخول على الجهاز. ومن ثم، يعوق ذلك قدرة أول المستجيبين من الوصول إلى قائمة هاتف «في حالة الطوارئ». وكاستجابة لهذه المشكلة، فقد وفر العديد من أصحاب الشركات المُصنعة للهواتف المحمولة آلية تحديد بعض النصوص لعرضها عندما يكون الهاتف مقفلاً. ويمكن لصاحب الهاتف المحمول تحديد طرق الاتصال «في حالة الطوارئ» وطرق الاتصال في «حالة المفقودات». على سبيل المثال، تسمح هواتف البلاك بيري بتعيين معلومات «المالك» في إعدادات ← خيارات ← عنصر القائمة المالك.
وبدلاً من ذلك، توفر بعض الأجهزة الوصول إلى قائمة اتصالات «في حالة الطوارئ» بصورة مباشرة من الشاشة المغلقة.

## وصلات خارجية
- ICE Taggisar® - In Case of Emergency stickers
- ICEcall.ME - In Case of Emergency - CALL ME - on your Private Telephone Number
- ICEtags - In Case of Emergency Tags that hold emergency contact and medical information - convenient for runners and/or people with medical conditions.
- icecard.co.uk - In Case of Emergency Card for emergency contact and medical information
- Snopes.com echoes debunking of ICE virus myth